# Great Parndon
Great Parndon är en ort i distriktet Harlow i grevskapet Essex i England. Orten är belägen 6 km från Epping. Parish hade 684 invånare år 1951. År 1955 blev den en del av den då nybildade Harlow.